# AQuantive
AQuantive, Inc. était la société mère d'un groupe de trois sociétés de services et de technologies de marketing numérique : Avenue A / Razorfish, Atlas Solutions et Drive Performance Solutions. Basée à Seattle dans l'état de Washington, la société a été fondée en 1997. Selon le magazine Advertising Age, en 2005, elle se classait au 14e rang en termes de revenus parmi les agences de publicité du monde entier.

## Histoire
Le 18 mai 2007, Microsoft a annoncé qu'il acquerrait la société pour six milliards de dollars américains, la plus grande acquisition de l'histoire de Microsoft jusqu'à son achat de Skype en 2011. L'acquisition a été clôturée le 10 août 2007. AQuantive est devenu une partie du nouveau groupe de solutions pour les annonceurs et les éditeurs (APS) de Microsoft.
Le 2 juillet 2012, Microsoft a annoncé qu'il prendrait une dépréciation de 6,2 milliards de dollars, principalement liée à l'acquisition en 2007 d'AQuantive,,,.